# Parafia św. Wawrzyńca Diakona i Męczennika w Górnie
Parafia Świętego Wawrzyńca Diakona i Męczennika – parafia rzymskokatolicka w Górnie (diecezja kielecka, dekanat daleszycki). Erygowana w 1935. Mieści się pod numerem 79. Duszpasterstwo w niej prowadzą księża diecezjalni.